# John Córdoba Córdoba
John Enrique Córdoba Córdoba (10 de febrero de 1987) es un futbolista colombiano, que juega en la posición de delantero y su equipo actual es el Broncos de la Liga de Ascenso de Honduras.

## Clubes
| Club                    | País                | Año                 | Partidos | Goles |
| ----------------------- | ------------------- | ------------------- | -------- | ----- |
| ACD Lara                | Venezuela           | 2009 - 2010         | 28       | 14    |
| Deportivo Petare        | Venezuela           | 2010 - 2011         | 31       | 7     |
| Bolívar                 | Bolivia             | 2012                | 11       | 2     |
| Zamora                  | Venezuela           | 2012                | 15       | 2     |
| Trujillanos             | Venezuela           | 2012 - 2013         | 34       | 9     |
| Cúcuta Deportivo        | Colombia            | 2013                | 11       | 0     |
| América de Cali         | Colombia            | 2014                | 15       | 1     |
| Baku                    | Azerbaiyán          | 2014 - 2015         | 9        | 0     |
| Deportivo Suchitepéquez | Guatemala           | 2015                | 16       | 12    |
| Cobán Imperial          | Guatemala           | 2016                | 11       | 1     |
| Chorrillo               | Panamá              | 2017                | 1        | 0     |
| Parrillas One           | Honduras            | 2018                | ¿?       | ¿?    |
| Broncos                 | Honduras            | 2019 -              | ¿?       | ¿?    |
| Total en su carrera     | Total en su carrera | Total en su carrera | 182      | 48    |